# Paul Monette (écrivain)
Pour les articles homonymes, voir Monette et Paul Monette.
Paul Monette (Lawrence (Massachusetts), 16 octobre 1945 - Los Angeles (Californie), 10 février 1995) est un romancier, poète, scénariste et militant homosexuel américain.

## Biographie
Comme Paul Monette l'explique dans son autobiographie Becoming a Man, son grand-père paternel avait décidé de changer l'orthographe de son nom français Monet en Monette afin de lever l'ambiguïté sur sa prononciation.
Monette a étudié à l'université Yale, où il suit les cours de Harold Bloom et qu'il quitte en 1967. Après avoir enseigné pendant plusieurs années à Boston, il s'est installé à West Hollywood, un quartier de Los Angeles à forte population homosexuelle, et s'est consacré à l'écriture.
Né en 1945, et donc âgé d'un peu plus de 35 ans au début des années 1980, Monette est peut-être la personnalité la plus représentative, voire emblématique, de cette génération d'homosexuels qui a vécu l'émergence du virus du SIDA et qui, la première, a décidé de sortir du placard. Ce double événement a en quelque sorte été constitutive de son destin. Après avoir perdu son compagnon, Roger Horwitz, victime du SIDA, et lui-même atteint par la maladie, Monette consacre ses dernières années au militantisme gay, notamment par l'écriture de ses livres autobiographiques.
Ces textes développent le concept de « placard » (closet : situation d'une personne dissimulant son homosexualité) et célèbrent la libération que constitue la « sortie du placard ». Paul Monette peut être considéré à la fois comme une figure majeure et un exemple représentatif du communautarisme. Les homosexuels constituent dans ses termes une « tribu » de « frères » et de « sœurs » partageant une identité et une expérience communes qui les placent à part de la société hétérosexuelle avec laquelle ils doivent entrer en lutte pour conquérir leur liberté et affirmer leur identité.
Il a également signé des scénarios pour la télévision américaine et de plusieurs novélisations.
En 1996, le réalisateur Monte Bramer lui consacre un film documentaire intitulé Paul Monette: The Brink of Summer's End.

## Monette-Horwitz Trust
Peu avant sa mort en 1995, Monette fonde le Monette-Horwitz Trust pour célébrer sa relation avec Roger Horwitz et soutenir les travaux et recherches LGBT.

## Œuvres

### Romans
- Taking Care of Mrs. Carroll (1978)   (ISBN 0-316-57821-5)
- Gold Diggers (1979)  (ISBN 1-55583-458-2)
- The Long Shot (1981)  (ISBN 0-380-76828-3)
- Lightfall (1982)  (ISBN 0-380-81075-1)
- Afterlife (1990)  (ISBN 0-517-57339-3)
- Halfway Home (1991)  (ISBN 0854491791)
- Sanctuary, A Tale of Life in the Woods (1997)  (ISBN 0-684-83286-0), publication posthume

### Autobiographie
- Becoming a Man: Half a Life Story (1992)  (ISBN 0-15-111519-2), récompensé par le National Book Award et par le Prix Lambda Literary 1992

### Mémoires
- Borrowed Time: An AIDS Memoir  (ISBN 0-15-113598-3) (1988) Publié en français sous le titre Le Temps dérobé : chronique du SIDA, traduit par Manuela Dumay, Paris, Presses de la Renaissance, 1988  (ISBN 2-85616-509-5)

### Poésie
- The Carpenter at the Asylum (1975)
- Love Alone: Eighteen Elegies for Rog (1989)  (ISBN 0-312-01472-4)
- West of Yesterday, East of Summer: New and Selected Poems, 1973-93  (1995)  (ISBN 0-312-13616-1)

### Essais
- Last Watch of the Night (1994)  (ISBN 0-15-600202-7)

### Novélisations
- Scarface, d'après le film d'Oliver Stone, Paris, J'ai lu no 1615, 1984
- Predator, d'après le film de John McTiernan, Paris, Presses de la Cité, 1987
- Midnight Run, d'après le film de Martin Brest, Paris, Presses pocket no 3161, 1988
- Havana, d'après le film de Sydney Pollack et le scénario de Judith Rascoe et David Rayfiel, Paris, Presses de la Renaissance, 1991 ; réédition, Paris, Presse pocket no 3901, 1991

## Filmographie

### Documentaire
- 1996 : Paul Monette: The Brink of Summer's End, documentaire américain réalisé par Monte Bramer

### Scénariste
- 1988 : Hôtel (Hotel) :
  - Double Take, saison 5, épisode 12
  - Till Death Do Us Part, saison 5, épisode 13
- 1988 : Vendredi 13 (Friday the 13th: The Series) :
  - Tales of the Undead, saison 1, épisode 10
  - Bedazzled, saison 1, épisode 14
- 1988 : Secret Witness, téléfilm américain réalisé par Eric Laneuville, avec Joaquin Phoenix
- 1989 : In the Driver's Seat, saison 4, épisode 11 de la série Alfred Hitchcock présente
- 1991 : Closing the Circle, saison 4, épisode 18 de la série Génération Pub (Thirtysomething)